# Yonatan Haile
Yonatan Haile (15 september 1994) is een Eritrees wielrenner.

## Carrière
In 2015 werd Haile vierde tijdens het nationale wegkampioenschap en eindigde hij vijfmaal in de top tien van een etappe in de Ronde van Burkina Faso, die hij afsloot met een twaalfde plaats in het algemeen klassement.
In april 2016 was Haile dicht bij zijn eerste UCI-overwinning, in de Massawa Circuit werd hij echter in een sprint-à-deux geklopt door Tesfom Okubamariam. Twee dagen later was het wel raak: in de eerste etappe van de Ronde van Eritrea won Haile met veertien seconden voorsprong op de eerste achtervolgende groep. De leiderstrui die hij hieraan overhield moest hij na de derde etappe afstaan aan Merhawi Goitom.

## Overwinningen
2016
1e etappe Ronde van Eritrea